# Загедер, Альфред
Альфред Загедер (нем. Alfred Sageder, 29 сентября 1933, Грамаштеттен, Верхняя Австрия — март 2017) — австрийский гребец, бронзовый призёр летних Олимпийских игр 1956 года и серебряный призёр Игр 1960 года, четырёхкратный призёр чемпионатов Европы.

## Биография
1956 год стал самым успешным в международной карьере Загедера. На чемпионате Европы в югославском Бледе австрийский гребец завоевал сразу две награды. Вместе с Йозефом Клоимштайном Загедер стал серебряным призёром в двойках распашных без рулевого, а также бронзовым в аналогичной дисциплине, но уже с рулевым в составе, которым стал Франц Кёниг. В этом же составе австрийский экипаж выступил на летних Олимпийских играх в Мельбурне. В зачёте двоек с рулевым австрийские гребцы смогли пробиться в полуфинал, но заняли в своём заезде четвёртое место и выбыли из борьбы за медали. Также Загедер и Клоимштайн выступили на Играх и в соревнованиях двоек распашных. Австрийский экипаж не смог напрямую пробиться полуфинал, пропустив вперёд гребцов из США и СССР, однако затем выиграв отборочный этап и став вторыми в полуфинале, пропустив вперёд только советских спортсменов, вышли в финал соревнований. В решающем заезде стартовали всего 4 лодки и уже по ходу дистанции австрийцы смогли значительно оторваться от гребцов из Австралии, практически гарантировав тем самым себе олимпийскую награду. При этом отставание от гребцов из США и СССР также увеличивалось, в результате чего австрийцы финишировали третьими, став обладателями бронзовых медалей.
На чемпионате Европы 1957 года Загедер и Клоимштайн вновь попали в число призёров, заняв второе место. В 1959 году австрийцы стали бронзовыми призёрами европейского первенства. На летних Олимпийских играх 1960 года в Риме австрийскому экипажу вновь пришлось пробиваться в полуфинал соревнований через отборочный заезд. Полуфинальный раунд сложился для австрийцев удачно. Загедер и Клоимштайн смогли выиграть свой заезд, опередив гребцов из СССР. В финальном заезде лучше всего старт удался советским гребцам, но уже к середине дистанции их австрийским гребцам удалось их опередить. Третий отрезок дистанции лучше всех прошли финские гребцы, которые вышли в лидеры соревнований на две секунды опережая австрийцев, пропустивших вперёд и спортсменов из СССР. Заключительный отрезок дистанции вновь остался за гребцами из СССР, которые мощным финишным спуртом вырвались на первое место, завершив дистанцию с лучшим олимпийским временем. Загедер и Клоимштайн заняли второе место, опередив на самом финише финских спортсменов.
На летних Олимпийских играх 1964 года в Токио Загедер и Клоимштайн выступили в двойках с рулевым. Партнёром опытных гребцов по экипажу стал 18-летний Петер Зальцбахер. По ходу соревнований австрийским гребцам не удалось показать высоких результатов и в итоге они смогли квалифицироваться лишь в малый финал, где стали вторыми, уступив немецким спортсменам, и заняли итоговое 8-е место.

## Личная жизнь
- Дети — Михаэль и Зигфрид участвовали в летних Олимпийских играх 1980 года в Москве в соревнованиях четвёрок парных. Внук — Себастьян (сын Зигфрида) — участник Игр 2004 года в составе легковесной четвёрки.